# قهرمان كندي
قهرمان كندي (بالفارسية: قهرمان‌کندی) هي قرية تقع في قسم آواجيق الجنوبي الريفي (مقاطعة تشالدران) في إيران. يقدر عدد سكانها بـ 184 نسمة .